# Ceromya dorsigera
Ceromya dorsigera är en tvåvingeart som beskrevs av Herting 1967. Ceromya dorsigera ingår i släktet Ceromya och familjen parasitflugor. Arten har ej påträffats i Sverige. Inga underarter finns listade i Catalogue of Life.